# Henry Bruun (1903–1970)
Henry Bruun, född den 17 december 1903 i Sønderup i Himmerland, död den 1 september 1970, var en dansk arkivarie, brorson till Henry Bruun, svärson till Eduard Geismar.
Bruun blev student i Sorø 1921 och candidatus magisterii 1928. Han blev medarbetare vid Institutet for Historie og Samfundsøkonomi samma år, arkivar II vid Rigsarkivet 1938, arkivar I 1954. Han var medlem av styrelsen för Historisk Samfund 1935-36, medarbetare vid Dansk biografisk Leksikon 1933-43; redaktör av Dansk historisk Tidsskrifts årsbibliografier från 1929, medarbetare vid International Bibliography of Historical Sciences från 1947, redaktör av Dansk historisk bibliografi 1943-47 1956. Han skrev bland annat: Den faglige Arbejderbevægelse i Danmark indtil Aar 1900. I, Til ca. 1880 (1938), avhandlingen Abraham Brodersen (1950) och Den middelalderlige dagvise (Studier fra Sprog- og oldtidsforskning 257, 1965).